# Слонимский, Вениамин Яковлевич
Вениамин Яковлевич Слони́мский (1898—1965) — советский инженер и учёный, специалист в области тракторостроения.

## Биография
Родился в 1898 году в Екатеринославе в еврейской семье. В 1919 году вступил в ВКП(б). В 1927 году окончил Московское высшее техническое училище.
Работал в Научном автотракторном институте (НАТИ), в 1930-е годы начальник объединённого конструкторского бюро НАТИ и СТЗ, начальник тракторного отдела НАТИ.
В 1934 году утвержден в научном звании профессор по специальности «конструирование тракторов».
Главный конструктор первого советского гусеничного трактора массового производства СХТЗ-НАТИ (СТЗ-3) (1937) и артиллерийского тягача СТЗ-5 (1937).
В 1941—1942 годах один из конструкторов артиллерийского тягача Я-12.
В 1946—1950 годах главный инженер НАТИ. Уволен с должности в период «борьбы с космополитизмом».
В 1950—1960-е годы начальник отдела шасси НАТИ.
Умер в июне 1965 года. Похоронен в Москве в колумбарии Новодевичьего кладбища.
Жена — Ревзина Сарра Исааковна (?—1979), переводчик.

## Награды и премии
- Сталинская премия II степени (14 марта 1941) — за разработку конструкции гусеничного трактора «СТЗ-НАТИ»
- Сталинская премия I степени (1947) — за разработку конструкции гусеничного трактора «Кировец Д-35»